# Bonanza (banda)
Bonanza es una agrupación folclórica boliviana, formada el 21 de septiembre de 1990.
En 2009 realizaron una gira por los Estados Unidos, recorriendo Maryland, Washington, Nueva York, Virginia y California, con un espectáculo de música folclórica boliviana.
Fueron considerados una de las agrupaciones más importantes y consagradas de Bolivia,[cita requerida] dirigida por su vocalista, el cantante y compositor Edgar Rojas Casazola. La agrupación está integrada por Édgar Rojas Casazola (compositor y primera voz), Humberto Justiniano, Erik Torrico, Roger Herrera, Hugo Alarcon, Bryan Fuentes, Enrique Rojas.
La línea del grupo son canciones con mensajes románticos en los diferentes ritmos bolivianos.

## Premios y reconocimientos
- 2020: Orden Heroína Juana Azurduy de Padilla, en el Grado Palma de Oro. Otorgada por el Concejo Municipal de Sucre, Bolivia.[1]

## Discografía
- 1988: Agua y arena
- 1990: Cuando agosto era 21
- 1994: Canto de enamoradizo
- 1996: Grandes Éxitos vol 2
- 1997: La expresión romántica del folklore - Vivencias
- 1997: Tradiciones chuquisaqueñas vol 1
- 1998: Navidad boliviana - Villancicos
- 1998: Tradiciones potosinas
- 1999: Consecuencia de siglo
- 2000: Tradiciones chuqisaqueñas vol 2
- 2001: Dejando huella
- 2002: Tradiciones de mi tierra
- 2003: Despertar
- 2004: Sin límites
- 2005: Mis 15 años
- 2007: A todo pulmón
- 2008: Entre morenadas y kullawadas
- 2009: La promesa
- 2010: 20 años
- 2012: Tradiciones festivas II
- 2013: De todo un poco
- 2015: Tradiciones Festivas 25 Años
- 2017: "Prométeme"